# پگی نیتگن
پگی نیتگن (انگلیسی: Peggy Nietgen؛ زادهٔ ۱۲ اوت ۱۹۸۶) بازیکن فوتبال اهل آلمان است.
از باشگاه‌هایی که در آن بازی کرده‌است می‌توان به باشگاه فوتبال ۱.اف‌اف‌سی توربین پوتسدام، باشگاه فوتبال زنان وولفسبورگ، و باشگاه فوتبال آینتراخت فرانکفورت (زنان) اشاره کرد.
وی همچنین در تیم‌های ملی فوتبال Germany women's national under-17 football team, Germany women's national youth football team، و Germany women's national under-21 football team بازی کرده‌است.